# Labyrinten (TV-serie, 2012)
Labyrinten är en historisk miniserie från TV-året 2012, som bygger på romanen Labyrinten från 2005 av Kate Mosse.

## Rollista i urval
- Tom Felton som vicomte Trencavel
- Jessica Brown Findlay som Alaïs Pelletier du Mas
- Vanessa Kirby som Alice Tanner
- Sebastian Stan som Will
- Emun Elliott som Guilhem du Mas
- Tony Curran som Guy d'Évreux
- John Hurt som Audric Baillard
- John Lynch som Simon de Montfort
- Claudia Gerini som Marie-Ceile de l'Oradore
- Danny Keough som Bertrand
- Janet Suzman som Esclarmonde
- Katie McGrath som Oriane